# يو إف سي ليلة القتال: توماس ضد فلوريان
يو إف سي ليلة القتال: توماس ضد فلوريان (بالإنجليزية: UFC Fight Night: Thomas vs. Florian)‏ هو حدث لفنون القتال المختلطة نظمته يو إف سي، أُقيم في 19 سبتمبر 2007، على منتجع بالمز كازينو في لاس فيغاس، نيفادا، الولايات المتحدة.